# Sympherobius quadricuspis
Sympherobius quadricuspis är en insektsart som beskrevs av Oswald 1988. Sympherobius quadricuspis ingår i släktet Sympherobius och familjen florsländor. Inga underarter finns listade i Catalogue of Life.